# Mistrzostwa Świata w Wioślarstwie 2009 – jedynka wagi lekkiej kobiet
Jedynka wagi lekkiej kobiet (LW1x) – konkurencja rozgrywana podczas Mistrzostw Świata w Wioślarstwie 2009 w Poznaniu między 23 a 30 sierpnia na Torze Regatowym Malta.

## Harmonogram konkurencji
Wszystkie godziny w czasie letnim (UTC+2)
| Godzina                     | Wydarzenie  | Runda         |
| --------------------------- | ----------- | ------------- |
| Niedziela, 23 sierpnia 2009 | 9:54-10:12  | Eliminacje    |
| Wtorek, 25 sierpnia 2009    | 11:12-11:24 | Repasaże      |
| Piątek, 28 sierpnia 2009    | 13:33-13:49 | Półfinały A/B |
| Piątek, 28 sierpnia 2009    | 11:12-11:18 | Finał C       |
| Sobota, 29 sierpnia 2009    | 14:30-14:36 | Finał B       |
| Niedziela, 30 sierpnia 2009 | 10:03-10:18 | Finał A       |

## Medaliści
| Złoto             | Srebro       | Brąz              |
| Pamela Weisshaupt | Laura Milani | Juliane Rasmussen |

## Wyniki

### Eliminacje
Reguła kwalifikacji: 1-2 → PA/B, 3.. → R

#### Eliminacje 1
| Miejsce | Zawodnik                | Kraj             | Czas    | Uwagi |
| ------- | ----------------------- | ---------------- | ------- | ----- |
| 1       | Pamela Weisshaupt       | Szwajcaria       | 7:52,91 | PA/B  |
| 2       | Daniela Reimer          | Niemcy           | 7:56,90 | PA/B  |
| 3       | Triantafyllia Kalampoka | Grecja           | 7:58,84 | R     |
| 4       | Teresa Mas De Xaxars    | Hiszpania        | 7:59,45 | R     |
| 5       | Akiko Iwamoto           | Japonia          | 8:02,40 | R     |
| 6       | Ji Yoo-jin              | Korea Południowa | 8:22,51 | R     |

#### Eliminacje 2
| Miejsce | Zawodnik             | Kraj            | Czas    | Uwagi |
| ------- | -------------------- | --------------- | ------- | ----- |
| 1       | Michaela Taupe-Traer | Austria         | 7:52,82 | PA/B  |
| 2       | Mirna Rajle-Brođanac | Chorwacja       | 7:54,68 | PA/B  |
| 3       | Juliane Rasmussen    | Dania           | 7:55,40 | R     |
| 4       | Evi Geentjens        | Belgia          | 7:56,44 | R     |
| 5       | Lila Pérez-Rul       | Meksyk          | 8:07,84 | R     |
| 6       | Elaine Johnstone     | Wielka Brytania | 8:08,77 | R     |

#### Eliminacje 3
| Miejsce | Zawodnik        | Kraj              | Czas    | Uwagi |
| ------- | --------------- | ----------------- | ------- | ----- |
| 1       | Laura Milani    | Włochy            | 7:49,61 | PA/B  |
| 2       | Sara Karlsson   | Szwecja           | 7:49,80 | PA/B  |
| 3       | Meghan Sarbanis | Stany Zjednoczone | 7:51,41 | R     |
| 4       | Klára Janáková  | Czechy            | 8:07,80 | R     |
| 5       | Lee Ka Man      | Hongkong          | 8:08,00 | R     |
| 6       | Basma Dries     | Algieria          | DNS     |       |

### Repasaże
Reguła kwalifikacji: 1-3 → PA/B, 4... → FC

#### Repasaże 1
| Miejsce | Zawodnik                | Kraj             | Czas    | Uwagi |
| ------- | ----------------------- | ---------------- | ------- | ----- |
| 1       | Juliane Rasmussen       | Dania            | 8:35,77 | PA/B  |
| 2       | Triantafyllia Kalampoka | Grecja           | 8:40,20 | PA/B  |
| 3       | Klára Janáková          | Czechy           | 8:42,10 | PA/B  |
| 4       | Lila Pérez-Rul          | Meksyk           | 8:43,39 | FC    |
| 5       | Ji Yoo-jin              | Korea Południowa | 9:02,20 | FC    |

#### Repasaże 2
| Miejsce | Zawodnik             | Kraj              | Czas    | Uwagi |
| ------- | -------------------- | ----------------- | ------- | ----- |
| 1       | Meghan Sarbanis      | Stany Zjednoczone | 8:30,69 | PA/B  |
| 2       | Evi Geentjens        | Belgia            | 8:40,83 | PA/B  |
| 3       | Teresa Mas De Xaxars | Hiszpania         | 8:41,79 | PA/B  |
| 4       | Lee Ka Man           | Hongkong          | 8:44,72 | FC    |
| 5       | Akiko Iwamoto        | Japonia           | 8:47,17 | FC    |
| 6       | Elaine Johnstone     | Wielka Brytania   | 8:53,44 | FC    |

### Półfinały A/B
Reguła kwalifikacji: 1-3 → FA, 4... → FB

#### Półfinały A/B 1
| Miejsce | Zawodnik                | Kraj              | Czas    | Uwagi |
| ------- | ----------------------- | ----------------- | ------- | ----- |
| 1       | Pamela Weisshaupt       | Szwajcaria        | 8:08,37 | FA    |
| 2       | Meghan Sarbanis         | Stany Zjednoczone | 8:10,10 | FA    |
| 3       | Michaela Taupe-Traer    | Austria           | 8:13,57 | FA    |
| 4       | Sara Karlsson           | Szwecja           | 8:14,50 | FB    |
| 5       | Triantafyllia Kalampoka | Grecja            | 8:29,85 | FB    |
| 6       | Teresa Mas De Xaxars    | Hiszpania         | 8:33,35 | FB    |

#### Półfinały A/B 2
| Miejsce | Zawodnik             | Kraj      | Czas    | Uwagi |
| ------- | -------------------- | --------- | ------- | ----- |
| 1       | Laura Milani         | Włochy    | 8:14,85 | FA    |
| 2       | Juliane Rasmussen    | Dania     | 8:17,04 | FA    |
| 3       | Evi Geentjens        | Belgia    | 8:21,02 | FA    |
| 4       | Mirna Rajle-Brođanac | Chorwacja | 8:23,50 | FB    |
| 5       | Daniela Reimer       | Niemcy    | 8:27,24 | FB    |
| 6       | Klára Janáková       | Czechy    | 8:37,92 | FB    |

### Finał C
| Miejsce | Zawodnik         | Kraj             | Czas    | Uwagi |
| ------- | ---------------- | ---------------- | ------- | ----- |
| 1       | Akiko Iwamoto    | Japonia          | 8:56,14 |       |
| 2       | Lila Pérez-Rul   | Meksyk           | 8:58,52 |       |
| 3       | Elaine Johnstone | Wielka Brytania  | 8:59,81 |       |
| 4       | Lee Ka Man       | Hongkong         | 9:03,62 |       |
| 5       | Ji Yoo-jin       | Korea Południowa | 9:08,89 |       |

### Finał B
| Miejsce | Zawodnik                | Kraj      | Czas    | Uwagi |
| ------- | ----------------------- | --------- | ------- | ----- |
| 1       | Triantafyllia Kalampoka | Grecja    | 7:40,85 |       |
| 2       | Teresa Mas De Xaxars    | Hiszpania | 7:41,00 |       |
| 3       | Sara Karlsson           | Szwecja   | 7:42,92 |       |
| 4       | Daniela Reimer          | Niemcy    | 7:42,97 |       |
| 5       | Klára Janáková          | Czechy    | 7:52,89 |       |
| 6       | Mirna Rajle-Brođanac    | Chorwacja | 7:55,20 |       |

### Finał A
| Miejsce | Zawodnik             | Kraj              | Czas    | Uwagi |
| ------- | -------------------- | ----------------- | ------- | ----- |
|         | Pamela Weisshaupt    | Szwajcaria        | 7:36,23 |       |
|         | Laura Milani         | Włochy            | 7:37,18 |       |
|         | Juliane Rasmussen    | Dania             | 7:37,42 |       |
| 4       | Meghan Sarbanis      | Stany Zjednoczone | 7:40,72 |       |
| 5       | Evi Geentjens        | Belgia            | 7:42,45 |       |
| 6       | Michaela Taupe-Traer | Austria           | 7:43,83 |       |